# Volta a Castela e Leão de 2014
A Volta a Castela e Leão 2014 foi a 29.ª edição de esta carreira ciclista que decorre por Castela e Leão. Disputou-se entre a 16 e a 18 de maio de 2014, sobre um total de 523 km, repartidos em três etapas. Pertenceu ao UCI Europe Tour de 2013-2014, dentro da categoria 2.1.
Tomaram parte na carreira 16 equipas. A única equipa espanhola de categoria UCI ProTeam (Movistar Team); a única espanhol de categoria Profissional Continental (Caja Rural-Seguros RGA); e os 2 de categoria Continental (Burgos-BH e Euskadi). Quanto à representação estrangeira, estarão 11 equipas: as equipas Continentais do Efapel-Glassdrive, Rádio Popular, Movistar Team Ecuador, Lokosphinx, 472-Colômbia, Louletano-Dunas Douradas, LA Alumínios-Antarte, Team Stuttgart, Team Differdange-Losch, Area Zero Pro Team, Nankang-Fondriest e MG Kvis-Trevigiani. Formando assim um pelotão de 123 ciclistas, com 8 corredores a cada equipa (excepto o Team Differdange-Losch e o 472-Colômbia que saíram com 7 e o Team Stuttgart que saiu com 5)
O ganhador final foi David Belda, que também levou a classificação da combinada (Geral + Combinada) e a segunda etapa. Acompanharam-lhe no pódium Marcos García e Sylvester Szmyd, segundo e terceiro, respectivamente.
Nas classificações secundárias impuseram-se Paolo Ciavatta (montanha), José Joaquín Rojas (regularidade) e Caja Rural-Seguros RGA (equipas).

## Etapas
| Etapa | Data       | Percurso              | km    | Ganhador           | Líder              |
| ----- | ---------- | --------------------- | ----- | ------------------ | ------------------ |
| 1.ª   | 16 de maio | Cidade Rodrigo-Samora | 179,4 | José Joaquín Rojas | José Joaquín Rojas |
| 2.ª   | 17 de maio | Samora-Alto de Lubián | 179,2 | David Belda        | David Belda        |
| 3.ª   | 18 de maio | Lubián-Bembibre       | 164,6 | Luis León Sánchez  | David Belda        |

## Classificações finais

### Classificação geral
| Posição | Ciclista            | Equipa                 | Tempo            |
| ------- | ------------------- | ---------------------- | ---------------- |
|         | David Belda         | Burgos-BH              | 13 h 51 min 48 s |
| 2       | Marcos García       | Caja Rural-Seguros RGA | a 57 s           |
| 3       | Sylvester Szmyd     | Movistar               | a 1 min 01 s     |
| 4       | Alexey Rybalkin     | Lokosphinx             | a 1 min 38 s     |
| 5       | Javier Moreno       | Movistar               | a 1 min 55 s     |
| 6       | Jesús del Pino      | Burgos-BH              | m.t.             |
| 7       | Edgar Pinto         | La Alumínios-Antarte   | m.t.             |
| 8       | Federico Figueiredo | Rádio Popular          | m.t.             |
| 9       | Antonio Carvalho    | LA Alumínios-Antarte   | a 2 min 06 s     |
| 10      | David Arroyo        | Caja Rural-Seguros RGA | m.t.             |

### Classificação por pontos
| Posição | Ciclista           | Equipa                 | Pontos |
| ------- | ------------------ | ---------------------- | ------ |
|         | José Joaquín Rojas | Movistar               | 41     |
| 2       | David Belda        | Burgos-BH              | 25     |
| 3       | Luis León Sánchez  | Caja Rural-Seguros RGA | 25     |

### Classificação da montanha
| Posição | Ciclista       | Equipa             | Pontos |
| ------- | -------------- | ------------------ | ------ |
|         | Paolo Ciavatta | Area Zero          | 23     |
| 2       | Luca Chirico   | MG Kvis-Trevigiani | 13     |
| 3       | Sérgio Sousa   | Efapel-Glassdrive  | 12     |

### Classificação da Combinada
| Posição | Ciclista        | Equipa                 | Tempo |
| ------- | --------------- | ---------------------- | ----- |
|         | David Belda     | Burgos-BH              | 7     |
| 2       | Marcos García   | Caja Rural-Seguros RGA | 11    |
| 3       | Sylvester Szmyd | Movistar               | 20    |

### Classificação por equipas
| Posição | Equipa                 | Tempo            |
| ------- | ---------------------- | ---------------- |
|         | Caja Rural-Seguros RGA | 41 h 39 min 31 s |
| 2       | Burgos-BH              | a 28 s           |
| 3       | Movistar               | a 1 min 55 s     |